# Luigi Michele Galli
Luigi Michele Galli (Gallarate, 27 ottobre 1924 – Gallarate, 20 novembre 2001) è stato un politico italiano.